# Valaciclovir
Valaciclovir é um medicamento antiviral usado no tratamento de infeções causadas pelo vírus da herpes simples e vírus varicela-zoster, como a herpes zoster e a herpes genital. Embora não cure as infecções, diminui a dor e o prurido, ajuda as lesões a sarar e impede a formação de novas lesões.